# Eyraud-Crempse-Maurens
Eyraud-Crempse-Maurens é uma comuna francesa na região administrativa da Nova Aquitânia, no departamento da Dordonha. Estende-se por uma área de 50.51 km². Em 2010 a comuna tinha 1 619 habitantes (densidade: 32,1 hab./km²).
Foi criada em 1 de janeiro de 2019, a partir da fusão das antigas comunas de Maurens (sede da comuna), Laveyssière, Saint-Jean-d'Eyraud e Saint-Julien-de-Crempse.